# 279
279（二百七十九、にひゃくななじゅうきゅう）は自然数、また整数において、278の次で280の前の数である。

## 性質
- 279は合成数であり、約数は1, 3, 9, 31, 93, 279 である。
  - 約数の和は416。
- 全ての自然数は279個以下の8乗数の和で表すことができる（ウェアリングの問題）。
- 各位の和が18になる4番目の数である。1つ前は198、次は288。
- 各位の平方和が134になる最小の数である。次は297。(オンライン整数列大辞典の数列 A003132)
  - 各位の平方和が n になる最小の数である。1つ前の133は469、次の135は1279。(オンライン整数列大辞典の数列 A055016)
- 各位の積が各位の和の7倍になる最小の数である。次は297。(オンライン整数列大辞典の数列 A062384)
  - k 倍になる最小の数とみたとき1つ前は268 (6倍)、次は448 (8倍)。(オンライン整数列大辞典の数列 A126789)
- 279 = 32 × 31
  - 2つの異なる素因数の積で p2 × q の形で表せる36番目の数である。1つ前は275、次は284。(オンライン整数列大辞典の数列 A054753)
- 279 = 32 + 33 + 35
  - a = 3 のときの素数列 p において ap1 + ap2 + ap3 の値とみたとき1つ前は44、次は1104。(オンライン整数列大辞典の数列 A33073)
- 279 = 202 − 121
  - n = 20 のときの n2 − 112 の値とみたとき1つ前は240、次は320。(オンライン整数列大辞典の数列 A132764)

## その他 279 に関連すること
- 年始から数えて279日目は10月6日、閏年の場合は10月5日。
- レンフェ279形電気機関車は、三菱グループが設計・製造したスペイン国鉄の電気機関車。
- スカパー!のCh279は、MONDO21。
- オブイェークト279は、ソビエト連邦軍の試作戦車。
- マイヤー(USS Meyer, DD-279)は、アメリカ海軍の駆逐艦。
- スヌーク(USS Snook, SS-279)は、アメリカ海軍の潜水艦。
- 1945年3月10日の未明に米国の爆撃機B29が279機飛来し東京の下町を焦土し、約十万人が死亡した東京大空襲が起こった[1]。